# السهوب والغابات في جنوب الصحراء الكبرى
السهوب والغابات في جنوب الصحراء الكبرى، والمعروفة أيضًا باسم صحراء جنوب الصحراء، هي منطقة إيكولوجية صحاري وشجيرات شرقية في شمال إفريقيا. هذه المنطقة هي منطقة انتقالية بين مركز الصحراء القاحل جدًا (المنطقة البيئية للصحراء الصحراوية) إلى الشمال، والمنطقة البيئية الساحلية أكاسيا سافانا الأكثر رطوبة في الجنوب. في عصور ما قبل العصر الحديث، كانت الغزال المهاجرة وذوات الحوافر الأخرى ترعى الأراضي العشبية بعد هطول الأمطار. في الآونة الأخيرة، أدى الرعي الجائر للماشية المنزلية إلى تدهور الإقليم. على الرغم من اسم المنطقة البيئية، هناك القليل من «الغابات» في المنطقة؛ تلك الموجودة بشكل عام هي أكاسيا وشجيرات على طول الأنهار والوديان.

## الموقع والوصف
تغطي المنطقة البيئية 1,101,700 كيلومتر مربع (425,400 ميل2) في الجزائر وتشاد ومالي وموريتانيا والنيجر والسودان. يمتد شرقًا وغربًا عبر القارة في شريط، مما يشكل انتقالًا بين الصحراء الكبرى شديدة الجفاف إلى الشمال ومراعي الساحل والسافانا إلى الجنوب.

## المناخ

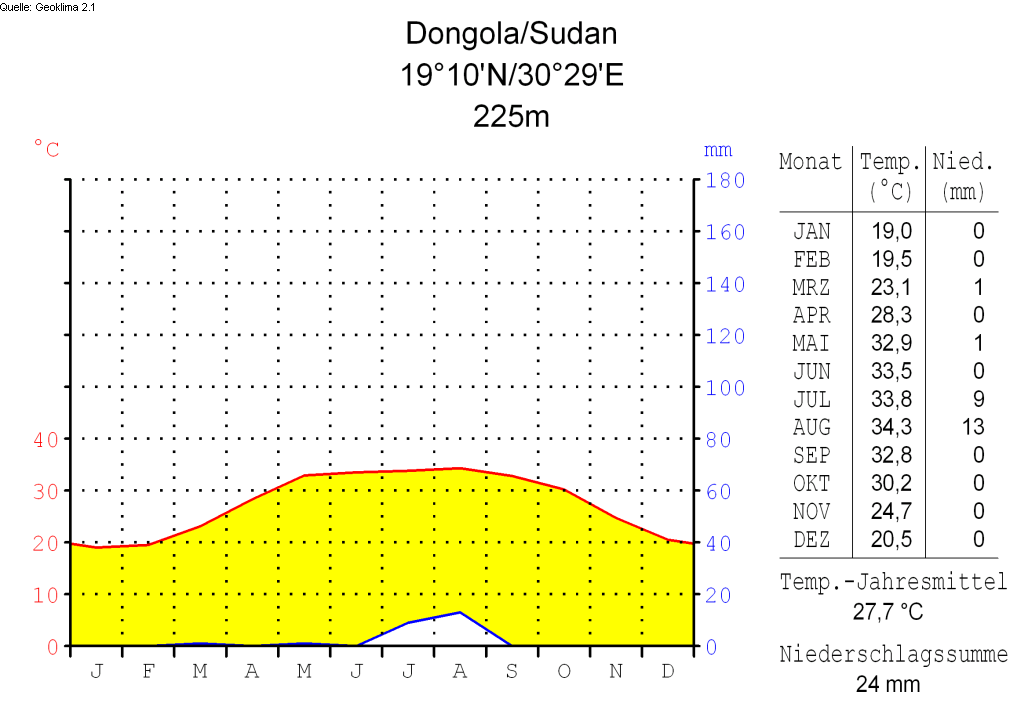
مخطط مناخي بتنسيق والتر وليث، متري، درجة مئوية ومليمتر، تم إعداده باستخدام جيوكليما 2.1

مناخ المنطقة البيئية هو مناخ شبه جاف حار (تصنيف مناخ كوبن (BSh)). هذا المناخ هو سمة من سمات السهوب، مع صيف حار وشتاء بارد أو معتدل، وانخفاض هطول الأمطار. متوسط أبرد الشهور فوق 0 °م (32 °ف). تجلب تحركات منطقة التقارب الاستوائية أمطار الصيف خلال شهري يوليو وأغسطس والتي يتراوح متوسطها من 100 إلى 200 مم، ولكنها تختلف اختلافًا كبيرًا من سنة إلى أخرى. تحافظ هذه الأمطار على المراعي الصيفية من الأعشاب والأعشاب، مع وجود غابات وشجيرات جافة على طول مجاري المياه الموسمية.

## النباتات والحيوانات
ما يقرب من 99% من المنطقة عبارة عن أرض جرداء أو نباتات متفرقة تعتمد على هطول الأمطار غير المؤكدة. عادةً ما تكون الحشائش هي عشب الكانيجروستيس (إيراغروستيس)، والإبرة (أريستيدا)، وأنواع من جنس ستيباغروستيس. وتشمل الأعشاب (تريبولوس) و (هيليوتروبيوم) و (بوليكاريا). أنواع الأشجار المميزة هي مظلة شوكة الأكاسيا (أكاسيا تورتيليس)، السلام (أكاسيا إيرينبيرجيانا)، البلسم المصري (بلانيت إيجيبتياكا)، (ميروا كراسيفوليا). على طول الحافة الجنوبية توجد سهوب تتميز بتكتلات من (Panicum turgidum).
تم تقليص معظم حيوانات المنطقة إلى مجموعات صغيرة، بما في ذلك المهد المهددة بالانقراض (المعروف أيضًا باسم الظباء الأبيض) (Addax nasomaculatus) والغزال المهدد بالانقراض (Gazella leptoceros) وغزال Dorcas الضعيف (Gazella dorcas)، وغزال الداما المهددة بالانقراض (Gazella dama)، والضبع المخطط بالقرب من التهديد (Hyaena hyaena)، والفهد الضعيف (فهد (توضيح))، والكلب البري المهدد بالانقراض (Lycaon pictus)، والنعام (Struthio camelus).

## ترسيم المنطقة البيئية
في عام 2001، ابتكر الصندوق العالمي للطبيعة (WWF) المناطق البيئية الأرضية في العالم (TEOW) «إقليمي جغرافي حيوي للتنوع البيولوجي الأرضي للأرض». قسّمت الأقلمة عام 2001 صحراء الصحراء إلى عدة مناطق إيكولوجية. تضمنت منطقة السهوب والأراضي الحرجية في جنوب الصحراء المنطقة الانتقالية بين ساحل أكاسيا سافانا ومركز الصحراء شديد الجفاف، والمعروف بالمنطقة البيئية الصحراوية.
في عام 2017، اقترح مؤلفو نظام 2001 نظامًا إيكولوجيًا منقحًا للصحراء. امتدت منطقة السهوب والغابات في جنوب الصحراء الكبرى إلى وسط الصحراء، وأعيدت تسميتها بصحراء جنوب الصحراء. تم تحديد منطقتين إيكولوجيتين جديدتين، الصحراء الغربية والصحراء الشرقية، في المركز شديد الجفاف.

## المناطق المحمية
ما يقرب من 11% من المنطقة البيئية محمية رسميًا بشكل ما. وتشمل هذه:
- محمية آير وتينيري الطبيعية في النيجر.
- محمية وادي ريمي-وادي أخيم للحيوانات في تشاد.